# Sophia (groupe)
Pour les articles homonymes, voir Sophia.
Sophia (ソフィア, sofia, stylisé SOPHIA) est un groupe japonais de rock. Il est formé en 1994 par Toyota Kazutaka et Matsuoka Mitsuru. Grâce à une réputation déjà acquise avec leurs deux derniers groupes Rose-Noir et Lunatic Mode, ils ne tardent pas à jouer dans des grandes salles et sortent dès 1995, leur premier mimi-album avant d'entrer sous la major Toy's Factory.

## Histoire
Formé au printemps 1994 par Matsuoka Mitsuru et Toyota Kazutaka, le groupe, dont le nom vient du grec philosophia (philosophie, ou littéralement l'« amour de la sagesse »), est vite complété par Miyako Keiichi, Kuroyanagi Yoshio et Akamatsu Yoshitomo,. Leur premier concert a lieu fin juillet de cette même année au Club Citta' de Kawasaki, mais c'est en mars 1995 que débute leur carrière avec leur premier EP, Sophia.
Sortent ensuite les deux mini-albums, Boys et Girls, en octobre et novembre 1995, sous le label Toy's Factory. En avril et mars 1996 vient le tour de leurs premiers singles, Himawari et Early Summer Rain, devenus des titres incontournables du groupe. En avril 97, leur premier album, Little Circus, est en vente. En 1998 et 1999, leur popularité est à son apogée, et leurs singles Kuroi Boots ~Oh My Friend~, Place~, Oar  et leurs albums Alive, MaterialQ se creusent une place dans le top3 des charts de l'Oricon. Au fil des années, Sophia se constitue une longue discographie, et les fans sont là. Ce n'est pas loin de 30 000 personnes qui viennent assister à leur concert au Showa Kinen Park, à Tachikawa (Tokyo), en août 1999[réf. nécessaire]. L'année suivante, ils quittent pour la première fois le Japon pour un concert à Hong Kong.
En décembre 2001, deux best of (The Short Hand ~ Singles Collections et The Long Hand ~ Members' Selection) sortent. Le premier comporte des chansons sorties en singles, tandis que le second est une compilation de titres choisis par les membres du groupe. En 2002, Sophia collabore avec le groupe Garage Sale, un duo comique, pour former Gaphia. Ils sortent un unique single, I Love You, Sayonara qui est une reprise de The Checkers. En 2003, sort le single -Boku wa koko ni iru-, servant de second ending pour l'anime Kaleido Star. En 2004, Sophia change de label et rejoint Toshiba EMI. En mai de cette année, sortent, à une semaine d'intervalle chacun, les singles Tabi no tochu, Please, Please et Hana wa karete mata saku, en éditions limitées à 30 000 exemplaires. En effet, quelques mois plus tard s'est tenu un concert spécial auquel seuls les possesseurs de ces trois singles pouvaient y assister.
En 2005, sort le single One Summer Day, et les français sont une fois de plus mis à l'honneur par les Japonais, avec une reprise de la chanson Hymne à l'amour d'Édith Piaf par SOPHIA y étant incluse. Cette même année, pour fêter leur dixième anniversaire, Sophia sort l'album 10th Anniversary Best dont les chansons ont été choisies grâce aux votes des fans. Les tournées et les sorties continuent. En 2007, ils sortent le single Aozora no kakera, qui est, cette fois-ci, une reprise plus approfondie et japonaise de l’Hymne à l’amour.
Le 12 septembre 2007, Sophia sort le single Fragments of Blue Sky, qui est utilisé comme chanson thème pour le drama Himawari - Masako Natsume's 27-Year Life and Her Mother's Love diffusé sur TBS le 16 septembre de la même année. Tous les bénéfices de la chanson sont reversés au Masako Natsume Himawari Fund.
2009 et 2010 sont marquées par la commémoration de leur quinzième anniversaire. Ainsi, sortent un single Baby Smile et un album Band Age. Un concert spécial s'est déroulé le 28 juin 2009 au Ryōgoku Kokugikan de Tokyo, suivi d'une tournée nationale, le Sophia Tour 2009 « Rakuen » - Band Age Meets A New World -. Le 20 janvier 2010 sort un album de reprises, nommé "15", constitué de 15 reprises de leurs propres chansons.

## Membres
Le groupe est composé de Matsuoka Mitsuru (né le 12 août 1971) au chant, Toyota Kazutaka (« Gille », né le 1er septembre 1971) à la guitare, Kuroyanagi Yoshio (« KURO », né le 18 mars 1972) à la basse, Akamatsu Yoshitomo (« Tomo », né le 27 mai 1974) à la batterie et Miyako Keiichi (né le 6 octobre 1971) au clavier.

## Discographie

### EP
Indie
| Titre  | Sortie        | Format | Référence | Note                                |
| SOPHIA | 21 mars 1995  | 12cmCD | HCD-0001  | Édition limitée à 5 000 exemplaires |
| SOPHIA | 1er juin 1995 | 12cmCD | HCD-0001  | Édition limitée à 5 000 exemplaires |

Majors
|     | Titre           | Sortie            | Format | Référence                      | Nombre de pistes | Note                                                                         | Charts Oricon Albums |
| 1er | BOYS            | 2 octobre 1995    | 12cmCD | TFCC-88065                     | 6 pistes         | Mini-album                                                                   | 17e                  |
| 2e  | GIRLS           | 1er novembre 1995 | 12cmCD | TFCC-88066                     | 5 pistes         | Mini-album                                                                   | 18e                  |
| 3e  | Kiss the Future | 1er juillet 1996  | 12cmCD | TFCC-88075                     | 6 pistes         | Mini-album                                                                   | 10e                  |
| 4e  | little circus   | 23 avril 1997     | 12cmCD | TFCC-88095                     | 13 pistes        | --                                                                           | 6e                   |
| 5e  | ALIVE           | 20 mai 1998       | 12cmCD | TFCC-88116                     | 13 pistes        | --                                                                           | 2e                   |
| 6e  | material        | 14 avril 1999     | 12cmCD | TFCC-88139                     | 12 pistes        | --                                                                           | 3e                   |
| 7e  | shinkaron       | 7 mars 2001       | 12cmCD | TFCC-88172                     | 13 pistes        | --                                                                           | 5e                   |
| 8e  | yume            | 25 septembre 2003 | 12cmCD | TFCC-86132                     | 14 pistes        | --                                                                           | 11e                  |
| 9e  | EVERBLUE        | 15 septembre 2004 | 12cmCD | TOCT-25450                     | 12 pistes        | 1er album sous Toshiba EMI                                                   | 7e                   |
| 10e | We              | 23 mars 2006      | 12cmCD | TOCT-25927 (limité) TOCT-25928 | 11 pistes        | --                                                                           | 11e                  |
| 11e | 2007            | 10 octobre 2007   | 12cmCD | TOCT-26385 (limité) TOCT-26386 | 10 pistes        | Edition limitée contient un DVD                                              | 12e                  |
| 12e | BAND AGE        | 24 juin 2009      | 12cmCD | UPCH-9481/2 (limité) UPCH-1716 | 10 pistes        | 1er album sous UNIVERSAL MUSIC JAPAN Edition limitée contient 5 pistes bonus | 11e                  |

### Compilations
| Titre                              | Sortie           | Format | Référence                     | Nombre de pistes | Note                                                                  | Charts Oricon Albums |
| THE SHORT HAND ~SINGLES COLLECTION | 19 décembre 2001 | 12cmCD | TFCC-88193 TFCC-88194(limité) | 14 pistes        | Sélection des "meilleurs" singles                                     | 3e                   |
| THE LONG HAND ~MEMBERS' SELECTION  | 19 décembre 2001 | 12cmCD | TFCC-88196                    | 14 pistes        | Pistes sélectionnées par les membres                                  | 12e                  |
| 10th ANNIVERSARY BEST              | 2 novembre 2005  | 12cmCD | TOCT-25836(limité) TOCT-25837 | 16 pistes        | Pistes sélectionnées par les votes des fans                           | 10e                  |
| 15                                 | 20 janvier 2010  | 12cmCD | UPCH-9540                     | 15 pistes        | 15 reprises de leurs propres chansons                                 | 10e                  |
| ALL SINGLES 「A」                  | 19 janvier 2011  | 12cmCD | UPCH-1813/5                   | 35 pistes        | Compilation de tous les singles du groupe en 3 CD                     | 12e                  |
| ALL B-SIDE 「B」                   | 19 janvier 2011  | 12cmCD | UPCH-1816/7                   | 30 pistes        | Compilation de toutes les faces B du groupe en 2 CD                   | 13e                  |
| ALL 1995~2010                      | 19 janvier 2011  | 12cmCD | UPCH-9611/5                   | 65 pistes        | Box réunissant les compilations ALL SINGLES 「A」 et ALL B-SIDE 「B」 | --                   |

### Albums live
| Titre | Sortie           | Format | Référence  | Nombre de pistes | Note | Chats Oricon Albums |
| 1999  | 1er janvier 2000 | 12cmCD | TFCC-88155 | 12 pistes        | --   | 9e                  |

### Singles
|     | Titre                                          | Sortie                                     | Format | Référence                                            | Face B | Charts Oricon Singles |
| 1er | himawari                                       | 22 avril 1996                              | 8cmCD  | TFDC-28041                                           | dancing in the moonlight                                                                                   | 17e                   |
| 2e  | Early summer rain                              | 21 mai 1996                                | 8cmCD  | TFDC-28044                                           | buraunkan life                                                                                             | 18e                   |
| 3e  | Believe                                        | 11 novembre 1996                           | 8cmCD  | TFDC-28053                                           | PINK! | 14e                   |
| 4e  | little cloud                                   | 19 février 1997                            | 8cmCD  | TFCC-28059                                           | My only season                                                                                             | 14e                   |
| 5e  | machi                                          | 9 juillet 1997                             | 8cmCD  | TFCC-28069                                           | Eternal Flame                                                                                              | 13e                   |
| 6e  | kimi to yurete itai                            | 27 novembre 1997                           | 8cmCD  | TFCC-28076                                           | Pre-paration                                                                                               | 5e                    |
| 7e  | gokigen tori ~crawler is crazy~                | 22 avril 1998                              | 8cmCD  | TFCC-28083                                           | farewell                                                                                                   | 6e                    |
| 8e  | kuroi boots ~oh my friend~                     | 26 novembre 1998                           | 8cmCD  | TFCC-28091                                           | kono kaze ni fukare nagara (Live)                                                                          | 2e                    |
| 9e  | beautiful                                      | 25 mars 1999                               | 8cmCD  | TFCC-28101                                           | uso | 4e                    |
| 10e | Place~                                         | 4 août 1999                                | 12cmCD | TFCC-87035                                           | beniiro no namida koukai                                                                                   | 2e                    |
| 11e | OAR                                            | 15 décembre 1999                           | 12cmCD | TFCC-87047                                           | truth | 3e                    |
| 12e | missile                                        | 2 février 2000                             | 12cmCD | TFCC-97049                                           | MARY mado no soto gairoju no michi                                                                         | 6e                    |
| 13e | walk                                           | 18 octobre 2000                            | 12cmCD | TFCC-87069                                           | NO EXIT BLUES binzume no akai sora walk(21.02.00)                                                          | 3e                    |
| 14e | shinkaron ~GOOD MORNING! -HELLO! 21st-CENTURY~ | 17 janvier 2001                            | 12cmCD | TFCC-87077                                           | Fairly mugen koutai ron(shinkaron APE SOUNDS REMIX)                                                        | 3e                    |
| 15e | KURU KURU                                      | 13 juin 2001                               | 12cmCD | TFCC-87089                                           | nothing -WOOZ!-                                                                                            | 2e                    |
| 16e | STRAWBERRY & LION                              | 5 septembre 2001                           | 12cmCD | TFCC-89005                                           | UNDER THE SKY                                                                                              | 4e                    |
| 17e | Thank you                                      | 21 novembre 2001                           | 12cmCD | TFCC-89010                                           | one piece                                                                                                  | 5e                    |
| 18e | HARD WORKER                                    | 27 février 2002                            | 12cmCD | TFCC-89021                                           | NEWSPAPER NEWSPAPER(Yasuyuki Okamura RMX Ver.) shougai roudou koushinkyoku                                 | 6e                    |
| 19e | ROCK STAR                                      | 19 juin 2002                               | 12cmCD | TFCC-89030                                           | ROCK STAR(R&R CIRCUS Ver.) kuroi boots ~oh my friend~(TOUR“HARD”Ver.) machi(TOUR“HAND”Ver.)                | 3e                    |
| 20e | mada minu keshiki                              | 9 octobre 2002                             | 12cmCD | TFCC-89045                                           | tegami | 2e                    |
| 21e | wake naki New Days                             | 1er janvier 2003                           | 12cmCD | TFCC-89061(limité) TFCC-89062                        | kouhii no futatsu no yakuwari ~two parts of coffee~ wake naki New Days(-3.K.M.RMX)                         | 7e                    |
| 22e | -boku wa koko ni iru-                          | 30 juillet 2003                            | 12cmCD | TFCC-89078                                           | GJ escAPE                                                                                                  | 13e                   |
| 23e | tabi no tochuu                                 | 12 mai 2004                                | 12cmCD | TOCT-4801(limité)                                    | -- | 6e                    |
| 24e | please, please                                 | 19 mai 2004                                | 12cmCD | TOCT-4802(limité)                                    | -- | 11e                   |
| 25e | hana wa karete mata saku                       | 26 mai 2004                                | 12cmCD | TOCT-4803(limité)                                    | -- | 7e                    |
| 26e | aoi kisetsu                                    | 4 août 2004                                | 12cmCD | TOCT-4772                                            | blue color people                                                                                          | 10e                   |
| 27e | ANSWER ~ichiban tadashii kotae~                | 27 avril 2004                              | 12cmCD | TOCT-4854>                                           | out | 11e                   |
| 28e | one summer day                                 | 6 juillet 2005                             | 12cmCD | TOCT-4883                                            | HYMNE A L'AMOUR                                                                                            | 8e                    |
| 29e | endroll                                        | 22 février 2006                            | 12cmCD | TOCT-4968(limité) TOCT-4969                          | brother & sister                                                                                           | 17e                   |
| 30e | brother & sister                               | 22 février 2006                            | 12cmCD | TOCT-4975(limité) TOCT-4976                          | endroll | 19e                   |
| 31e | stain                                          | 18 octobre 2006                            | 12cmCD | TOCT-40038                                           | go ahead and try                                                                                           | 10e                   |
| 32e | kimi to tsuki no hikari                        | 21 mars 2007                               | 12cmCD | TOCT-40077(limité) TOCT-40099                        | boku no torakku                                                                                            | 12e                   |
| 33e | hoshi                                          | 18 juillet 2007                            | 12cmCD | TOCT-40132                                           | otoko no ko                                                                                                | 16e                   |
| 34e | aozora no kakera                               | 12 septembre 2007                          | 12cmCD | TOCT-40144(limité A) TOCT-40145(limité B) TOCT-40143 | -- | 9e                    |
| --  | BANDAGE                                        | 2008 (vente pendant le TOUR'08『BANDAGE』) | 12cmCD | --                                                   | TOUR'2006 『Dear...brother&sister』2006.11.07 ZEPP TOKYO (Face-B du single diffère selon le lieu de vente) | --                    |
| 35e | Baby Smile                                     | 6 mai 2009                                 | 12cmCD | UPCH-5590(limité) UPCH-5591                          | machi -15th Anniversary ver.-(limité) soshite yasashiku(normal) yametari dekinai(normal)                   | 7e                    |
| 36e | cod-E ~E no angou~                             | 27 juillet 2011                            | 12cmCD | YICQ-10066(limité) YICQ-10067                        | round | --                    |

| Groupe annexe | Titre                            | Sortie           | Format | Référence  | Face B | Chats Oricon singles |
| Gaphia        | I Love You,SAYONARA(Gaphia ver.) | 11 novembre 2002 | 12cmCD | TFCC-89047 | -      | 4e                   |

### VHS et DVD
| Titre                                          | Sortie                             | Format  | Référence             |
| blue on blue                                   | 21 décembre 1995                   | VHS     | TFVQ-68018            |
| philosophy-I                                   | 11 septembre 1997 21 novembre 2001 | VHS DVD | TFVQ-68023 TFBQ-18016 |
| philosophy-II                                  | 21 novembre 1997 21 novembre 2001  | VHS DVD | TFVQ-68031 TFBQ-18017 |
| philosophy-III                                 | 2 décembre 1998 21 novembre 2001   | VHS DVD | TFVQ-68034 TFBQ-18018 |
| philosophy-IV                                  | 21 décembre 1998 21 novembre 2001  | VHS DVD | TFVQ-68037 TFBQ-18019 |
| philosophy-V                                   | 20 décembre 2000                   | VHS DVD | TFVQ-68049 TFBQ-18004 |
| philosophy-VI                                  | 19 février 2003                    | VHS DVD | TFVQ-68069 TFBQ-18032 |
| everblue films-I                               | 26 janvier 2005                    | DVD     | TOBF-5357/8           |
| philosophy-VII                                 | 21 décembre 2005                   | DVD     | TOBF-5420             |
| A piece of blue sky-I ~haruka naru takarajima~ | 24 juin 2006                       | DVD     | TOBF-5478/9           |
| SOPHIA Live 2007 Starlight Yokohama            | 12 novembre 2007                   | DVD     | TOBF-5538             |
| philosophy-VIII                                | 19 janvier 2011                    | DVD     | UPBH-1269             |